# Cathelyne van den Bulcke
Cathelyne van den Bulcke (Nijlen, circa 1542:p. 25 – Lier, 20 januari 1590) was een vrouw uit het Kempense Nijlen die na een beschuldiging van hekserij op de brandstapel belandde op de Grote Markt van Lier. De verdachtmakingen tegen haar begonnen met roddels in Nijlen. Ook haar moeder was vroeger reeds wegens hekserij verbrand. Op 20 januari 2021 kreeg ze, samen met twee anderen, eerherstel van de stad Lier.

## Aanleiding
Europa verkeerde in de 16e en 17e eeuw in een heksenwaan. Het continent kende tijden van oorlog, economische teloorgang en hongersnoden. Lier kreeg hier zijn deel van mee omdat het in 1580 in opstand kwam tegen Filips II en de kant van de reformatie koos. Het wisselde dan ook nog een paar keer van kamp. Een zondebok zoeken kwam dan van pas: de duivel in de vorm van heksen werd aangewezen als de veroorzaker van alle kwaad en leed. Vaak werden mensen geviseerd die eigenzinnig waren of zich niet hielden aan de heersende normen. Toen de katholieken hun gezag hadden hersteld was heksenjacht een wapen om hun macht veilig te stellen. Andere auteurs wijzen op een persoonlijke wraak als aanleiding, of een geschil van de familie Van den Bulcke met machtige edellieden over een verbindingskanaaltje tussen Grote en Kleine Nete.:p. 33

## Beschuldigingen en verbranding
Nadat Cathelyne op 8 november 1589 was aangehouden, merkte haar advocaat op 'dat de gevangene op het platteland leefde waar leugenachtige geruchten courant zijn onder de dorpsbewoners'. Zijn argumenten zouden niet baten op het proces in Lier. Haar werd door getuigen ten laste verweten dat zij haar christelijke gebeden niet kende, een paard ziek maakte en een huis liet afbranden. De getuigen die bij de Lierse rechtbank op 9 december 1589 in haar voordeel pleitten overtuigden de rechters niet en Cathelyne werd door de schout, Willem Brant, en de schepenschaar naar de martelkamer verwezen om haar bekentenissen af te dwingen. Hoewel ze zich eerst heel kranig hield tijdens de foltering, gaf ze uiteindelijk toe dat ze omgang had met de duivel (die ze "Moonvaeyer" noemde) en dat die haar de voorbije zes jaar tot geslachtelijke betrekkingen had gedwongen. Ze specificeerde dat ze een eerste keer betrekkingen met hem had toen hij haar door de lucht naar een afgelegen huis voerde en een tweede keer toen ze terugkwamen. De duivel voelde koud aan. De ondervragingen kenden wellicht het stereotiepe verloop van de Heksenhamer. Ondanks deze folteringen en haar bekentenis weigerde ze anderen aan te wijzen.
Op 20 januari 1590 werd Cathelyne van den Bulcke op de markt van Lier verbrand, na eerst te zijn gewurgd.

## Eerherstel
Op de Grote Markt van Lier lag een ronde steen het 'rondeke van de Grote Markt'. Deze steen was tot 2012 omgeven door een spiraal van kasseien. Na de heraanleg van de markt werd deze spiraal verwijderd en kwam er een rechthoekige tegel onder de heksensteen met de tekst: Heksensteen. Markeert volgens overlevering de plaats waar de laatste heks in Lier werd verbrand. . Het comité Eerherstel voor Cathelyne spande zich in voor een andere steen. In 2021 werd de gedenksteen vervangen door een herdenkingsring met de tekst "Cathelyne Van den Bulcke uit Nijlen werd hier verbrand als heks (+20/01/1590). Door haar moed stopte de Lierse heksenwaan".

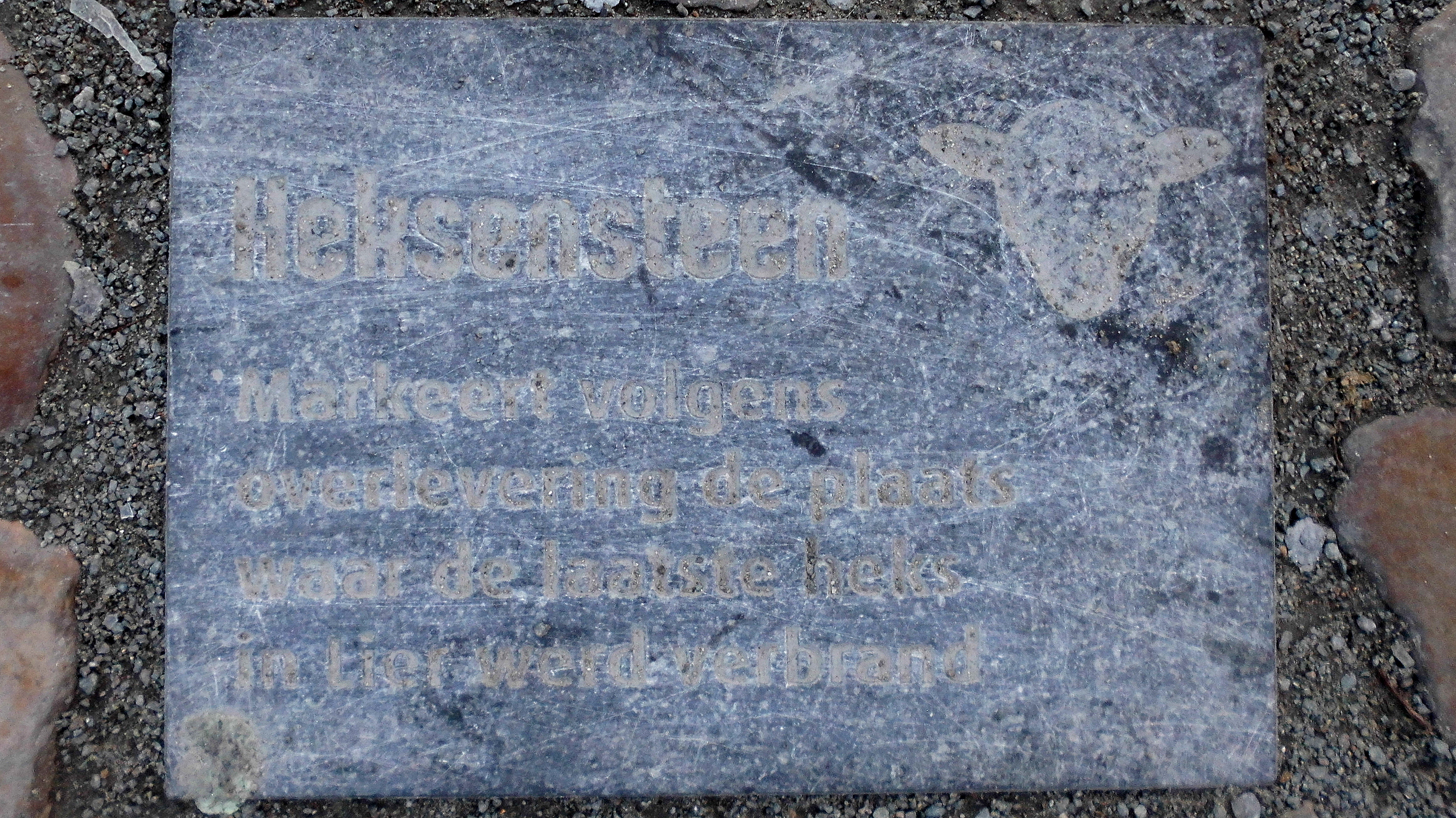
Gedenktegel onder de Heksensteen (2012-2021)
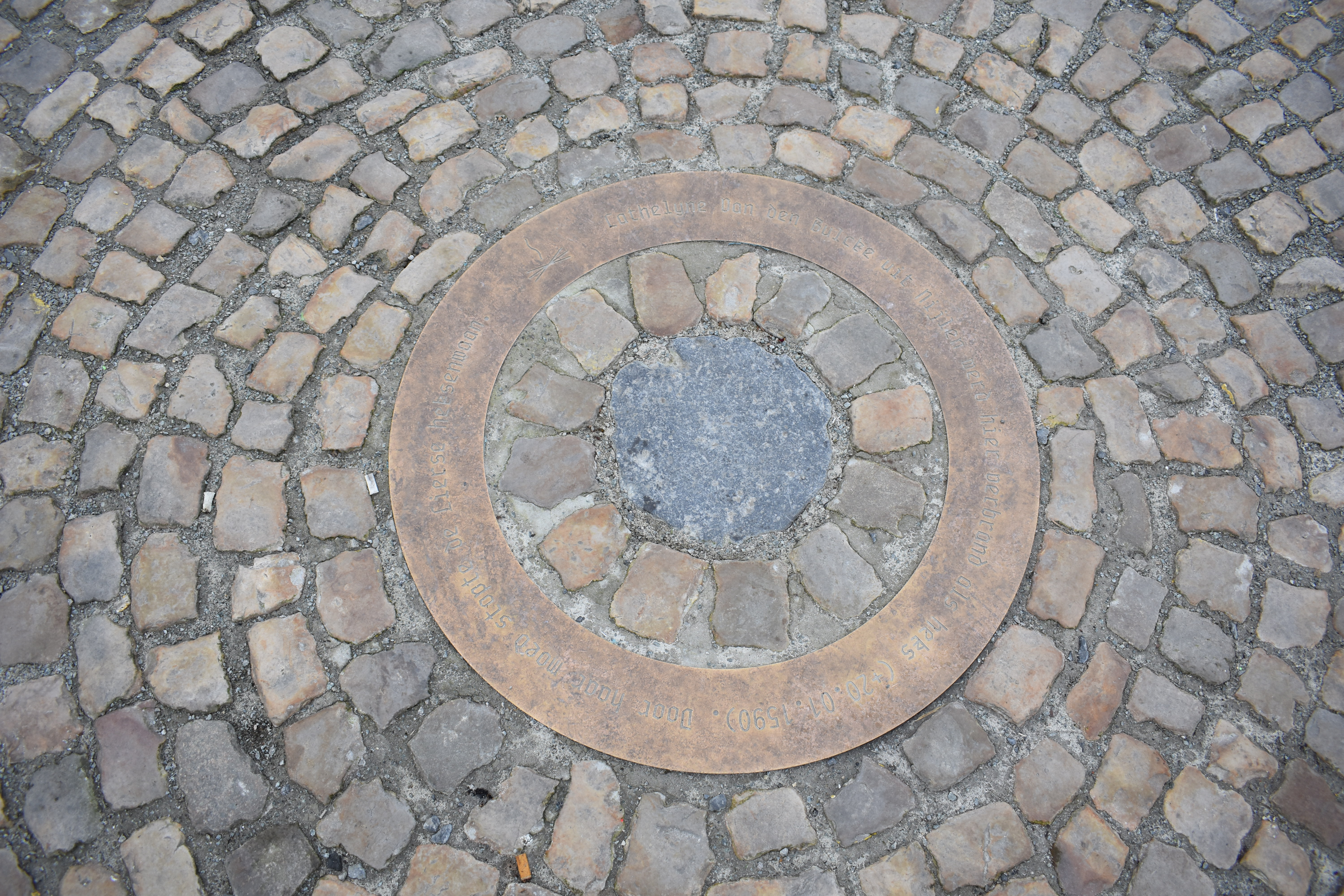
Gedenksteen geplaatst in 2021

Het eerherstel kreeg internationaal weerklank, met verwijzing naar hedendaagse vormen van heksenjacht.